# Cogealac
Cogealac es una comuna rumana del condado de Constanța.

## Toponimia
El nombre del lugar, que tendría origen tártaro, puede encontrarse escrito con las grafías Cogelac y Cogealac.

## Historia
Hacia finales del siglo XIX la comuna, que por entonces pertenecía al distrito de Tulcea, estaba compuesta por las localidades de Cogelac (la capital), Inan-Ceşme (Fîntîna-lui-Inan) y Tariverdi y tenía contabilizada una población de 1083 habitantes, entre los cuales había rumanos, alemanes, tártaros,  judíos, armenios y búlgaros.
En la segunda mitad del siglo XX la comuna había pasado a formar parte del condado de Constanța y estaba compuesta por las localidades de Cogealac, Gura Dobrogei, Râmnicu de Jos, Râmnicu de Sus y Tariverde. En el censo de 2021 la comuna tenía una población de 4686 habitantes.